# ناحیه ایندیان فیلد، میشیگان
ناحیه ایندیان فیلد (به انگلیسی: Indianfields Township) یک منطقهٔ مسکونی در ایالات متحده آمریکا است که در شهرستان تاسکولا، میشیگان واقع شده‌است.
 ناحیه ایندیان فیلد ۹۱٫۲ کیلومتر مربع مساحت و ۶٬۰۴۸ نفر جمعیت دارد و ۲۱۲ متر بالاتر از سطح دریا واقع شده‌است.